# Octopus occidentalis
Octopus occidentalis är en bläckfiskart som beskrevs av Steenstrup in Hoyle 1886. Octopus occidentalis ingår i släktet Octopus och familjen Octopodidae. Inga underarter finns listade i Catalogue of Life.